# Lucas Delgado
Alexis Lucas Delgado (24 marzo 1995) è un calciatore argentino, attaccante dell'Argentino (M).

## Caratteristiche tecniche
È una mezzapunta.